# Sulice, Ba Lan
Sulice [suˈlit͡sɛ] (tiếng Đức: Neu Gerdshagen) là một ngôi làng thuộc khu hành chính của Gmina Wgorzyno, thuộc quận Łobez, West Pomeranian Voivodeship, ở phía tây bắc Ba Lan.